# Theridion biezankoi
Theridion biezankoi là một loài nhện trong họ Theridiidae.
Loài này thuộc chi Theridion. Theridion biezankoi được Herbert Walter Levi miêu tả năm 1963.